# Waterbaby
Waterbaby, stiliserat som waterbaby, artistnamn för Nanna Maria Kendra Nicole Egerbladh, född 9 september 1997, är en svensk artist.
Tidigt i karriären körade Waterbaby för Seinabo Sey på flera turnéer och de har också släppt låten ”Sweet life” tillsammans. Waterbaby uppmärksammades år 2022 när hon sjöng på Hannes singel "Stockholmsvy". År 2023 solodebuterade hon med EP:n FOAM EP på det amerikanska skivbolaget Sub Pop.
År 2022 tilldelades hon Musikförläggarnas stipendium som delas ut i syfte att uppmärksamma en ung låtskrivartalang i början av karriären. Hon nominerades till Music Moves Europe Awards 2024. Samma år nominerades Waterbaby till Framtidens artist vid P3 Guld-galan.